# Краєзнавство (журнал)
«Краєзнавство» — щоквартальний науковий часопис, орган Національної спілки краєзнавців України. Заснований 1927 року як друкований орган Українського комітету краєзнавства (УКК) і виходив у Харкові до 1930-го. Відроджений Всеукраїнською спілкою краєзнавців у 1993 році як науково-популярне видання. Від 2000 року співзасновником журналу є Інститут історії України Національної академії наук України. «Краєзнавство» із науково-популярного перетворилося на наукове видання.

## Історія

### 1927—1930 роки
Наприкінці травня 1925 року в Харкові відбулася велика нарада за участі 22 регіональних краєзнавчих осередків — Перша Всеукраїнська конференція краєзнавства, на яку зібралися спеціалісти різних галузей науки, причетні до справи дослідження рідного краю. На конференції було ухвалено рішення про створення Українського комітету краєзнавства (УКК).
8 січня 1927 року УКК ухвалив: «Приступити до видання періодичного органу в розмірі 2 друкованих аркушів, накладом в 2000 примірників». Перший номер журналу «Краєзнавство» побачив світ у квітні 1927 року на друкарських верстатах найбільшого Харківського виробництва «Пролетарій». Редакція журналу спочатку розміщувалася за адресою: пров. Шпитальний (нині — вул. Трінклера), 5 (сьогодні тут знаходиться Музей природи ХНУ ім. В. Н. Каразіна), а з 1928 року — по вул. Карла Лібкнехта (нині — Сумська), 33.
Були видані:
- У 1927 — три номери;
- у 1928 — десять номерів;
- у 1929 — десять номерів у трьох випусках;
- у 1930 — п'ять номерів.

Всього світ побачило 16 000 екземплярів періодичного органу УКК.

### 1993— наш час
1990 року було створено Всеукраїнську спілку краєзнавців — правонаступницю УКК, яка 1993 р. відновила випуск журналу «Краєзнавство». Його засновниками стали Всеукраїнська спілка краєзнавців і редакція журналу «Пам'ятки України». Від 2000 року співзасновником журналу є Інститут історії України Національної академії наук України. До кінця 2011 р. світ побачило вже 77 його номерів. Журнал виходить щоквартально. Значно поліпшилися обсяги, наклад і вагомість журналу після 2008 року, коли Всеукраїнська спілка краєзнавців отримала статус Національної.
З 2009 року журнал отримав фахову реєстрацію у ВАК України і безкоштовно надходить у 140 найбільших фондосховищ країни (університети, бібліотеки, архіви, музеї), крім того його pdf-версія доступна для завантаження на сайтах НСКУ, Національної бібліотеки України ім. В. І. Вернадського та Інституту історії України НАН України.
У лютому 2013 НСКУ надала дозвіл на публікацію електронної версії журналу «Краєзнавство» на умовах CC BY-SA.

## Головні редактори
- Криворотченко Михайло Григорович (1927—1930)
- Тронько Петро Тимофійович (1993—2011)
- Реєнт Олександр Петрович (з 2012)

## Редакційна колегія

### 1927—1930
Володимир Геринович, Кость Дубняк, Дмитро Зайцев, Петро Ковалівський, Степан Рудницький, Олександр Яната

### 1993—1999
Олег Бажан, Лев Баженов, Іон Винокур, Валентина Врублевська, Юрій Данилюк, Анатолій Копилов, Петро Панченко, Віктор Прокопчук, Олександр Реєнт, Віктор Савчук, Анатолій Ситник, Євген Скляренко, Ганна Швидько та ін.

### 2000—2011
Олег Бажан (заступник головного редактора), Лев Баженов, В'ячеслав Горбик, Віктор Даниленко, Володимир Дмитрук (відповідальний секретар), Олександр Завальнюк, Віктор Звагельський, Григорій Клепак, Олександр Лисенко, Руслана Маньковська, Андрій Непомнящий, Віктор Прокопчук, Олександр Реєнт, Олександр Рубльов, Віктор Савчук (заступник головного редактора), Анатолій Ситник, Тарас Чухліб, Ганна Швидько та інші.

### 2012—2014
Богдан Андрусишин (заступник головного редактора), Олег Бажан (перший заступник головного редактора), Лев Баженов, Олександр Гончаров, Віктор Даниленко, Володимир Дмитрук (відповідальний секретар), Олександр Завальнюк, Віктор Звагельський, Віктор Зінченко, Григорій Клепак, Олександр Лисенко, Руслана Маньковська, Андрій Непомнящий, Олег Рафальський, Олександр Рубльов, Григорій Савченко, Віктор Савчук (заступник головного редактора), Валерій Смолій, Тарас Чухліб, Ганна Швидько

### 2016—
Головний редактор: Реєнт Олександр Петрович.
Перший заступник головного редактора: Бажан Олег Григорович.
Заступник головного редактора: Удод Олександр Андрійович.
Члени редколегії: Баженов Лев Васильович, Бакіров Віль Савбанович, Бондаренко Геннадій Васильович, Великочий Володимир Степанович, Гальчак Сергій Дмитрович, Головко Микола Леонтійович, Гончаров Олександр Петрович, Гуржій Олександр Іванович, Даниленко Віктор Михайлович, Дмитрук Володимир Іванович, Добржанський Олександр Володимирович, Завальнюк Олександр Михайлович, Косило Михайло Юрійович, Коцур Віктор Петрович, Лисенко Олександр Євгенович, Маньковська Руслана Вікторівна, Милько Володимир Іванович, Нестуля Олексій Олексійович, Рубльов Олександр Сергійович, Савченко Григорій Петрович, Смолій Валерій Андрійович.
У 2017 році журналу виповнилося 90 років. Із нагоди цього ювілею Національна спілка краєзнавців України виготовила спеціальну ювілейну медаль (тираж — 50 шт.), яка вручалася у 2018 р. відомим краєзнавцям та історикам, активним дописувачам і членам редколегії журналу, представникам керівних органів НСКУ.

## Рубрики
Основними розділами журналу в 1927—1930 рр. були:
- «Загальний», у якому висвітлювалися теоретичні основи і загальні питання краєзнавства;
- «Методика краєзнавчої роботи», де вміщувалися матеріали, в яких були практичні вказівки з краєзнавчої роботи;
- «Шкільне краєзнавство», де обговорювали проблеми методики і висвітлювали результати краєзнавчої роботи в освітніх установах;
- «Наш край», де друкувалися матеріали, що ілюстрували практичні досягнення у справі вивчення окремих районів України;
- «Життя краєзнавчих організацій», де публікувалися відомості про роботу первинних краєзнавчих осередків;
- «Керуючі матеріали», в якому подавалися інструкції та методичні рекомендації УКК.

Нині журнал має постійні рубрики:
- «Літопис українського краєзнавства» (форми краєзнавчої діяльності в ХІХ — першій половині XX століття);
- «Історія міст і сіл України: історико-теоретичні проблеми вивчення»;
- «Церковно-історичне краєзнавство: витоки та сучасний ракурс»;
- «Краєзнавство в особах»;
- «Музейництво в Україні: історія та проблеми сучасного розвитку»;
- «Регіональні аспекти історичної демографії»;
- «Історія України у світлі регіональних досліджень»;
- «Вітчизняне пам'яткознавство: традиції, досвід, перспективи»;
- «Національна спілка краєзнавців України: панорама сучасного життя».

У найближчій перспективі редколегія журналу планує започаткувати рубрики, присвячені історії садиб, палаців, генеалогічним дослідженням, історичній урбаністиці, історії повсякденності, розгорнути дискусію з питань, які допомагатимуть окреслити пріоритетні напрями краєзнавства.